# III Giochi asiatici invernali
I III Giochi asiatici invernali si sono svolti ad Harbin, Cina, dal 4 all'11 febbraio 1996.
Si è trattato della prima manifestazione invernale internazionale a svolgersi in territorio cinese.

## Nazioni partecipanti
Hanno partecipato 17 nazioni, sette in più rispetto all'edizione precedente. Kazakistan, Kirghizistan, Tagikistan e Uzbekistan hanno fatto il loro debutto.
 Cina

 Corea del Nord

 Corea del Sud

 Giappone

 Hong Kong

 India

 Iran

 Kazakistan

 Kirghizistan

 Kuwait

 Libano

 Macao

 Mongolia

 Tagikistan

 Taipei cinese

 Thailandia

 Uzbekistan

## Discipline
Vennero disputate gare in 43 diverse discipline, all'interno di otto sport:
| Disciplina              | Maschile | Femminile | Misti | Totali |
| ----------------------- | -------- | --------- | ----- | ------ |
| Biathlon                | 3        | 3         |       | 6      |
| Freestyle               | 1        | 1         |       | 2      |
| Hockey su ghiaccio      | 1        | 1         |       | 2      |
| Pattinaggio di figura   | 1        | 1         | 2     | 4      |
| Pattinaggio di velocità | 5        | 4         |       | 9      |
| Sci alpino              | 2        | 2         |       | 4      |
| Sci di fondo            | 3        | 3         |       | 6      |
| Short track             | 5        | 5         |       | 10     |
| Totale (8 discipline)   | 21       | 20        | 2     | 43     |

Il Salto con gli sci è stato sport dimostrativo in questa edizione dei Giochi asiatici invernali.

## Medagliere
| #      | Nazione       | Oro | Argento | Bronzo | Totale |
| ------ | ------------- | --- | ------- | ------ | ------ |
| 1      | Cina          | 15  | 7       | 15     | 37     |
| 2      | Kazakistan    | 14  | 9       | 8      | 31     |
| 3      | Giappone      | 8   | 14      | 10     | 32     |
| 4      | Corea del Sud | 8   | 10      | 8      | 26     |
| 5      | Uzbekistan    | 0   | 1       | 1      | 2      |
| Totale | Totale        | 45  | 41      | 42     | 128    |